# 訃報 1990年9月
訃報 1990年9月（ふほう 1990ねん9がつ）では、1990年（平成2年）9月中に物故した、又は物故が報じられた人物についてまとめる。

## （1日 - 15日）

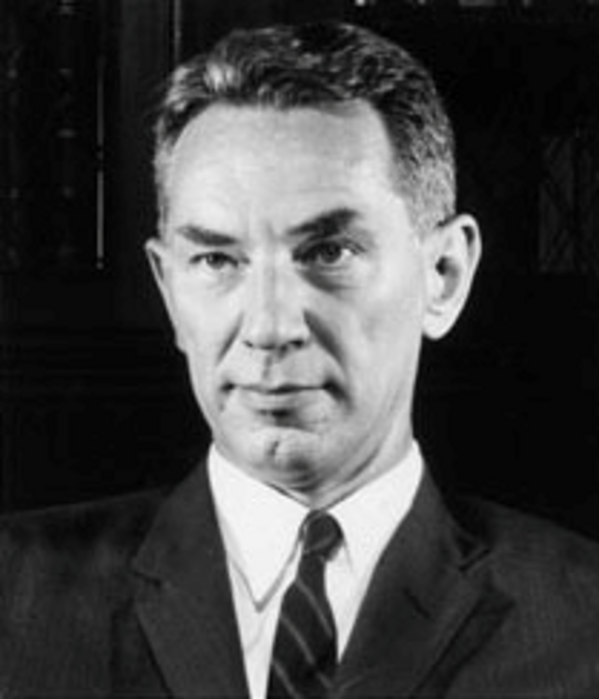
エドウィン・O・ライシャワー / 9月1日没

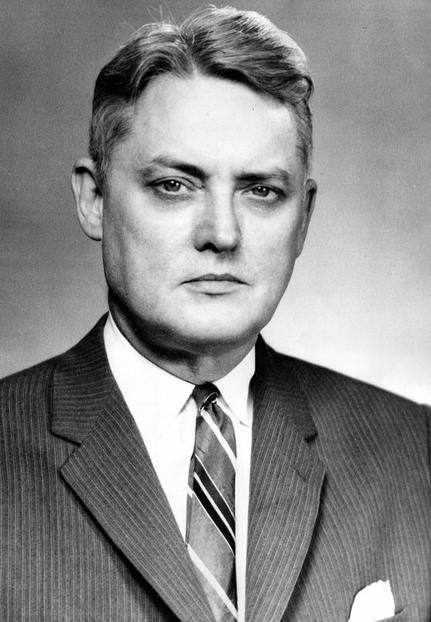
エドウィン・アラン・ライトナー / 9月15日没

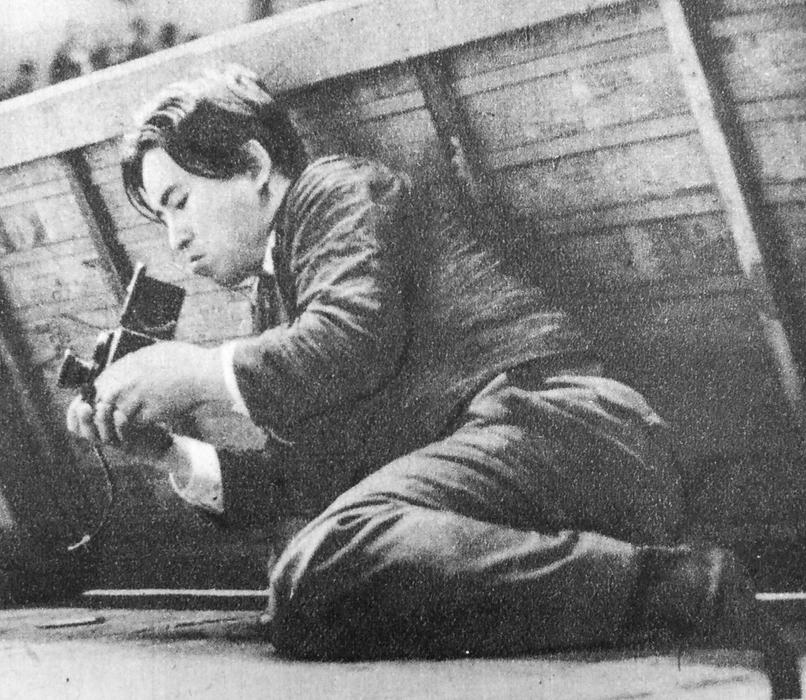
土門拳 / 9月15日没

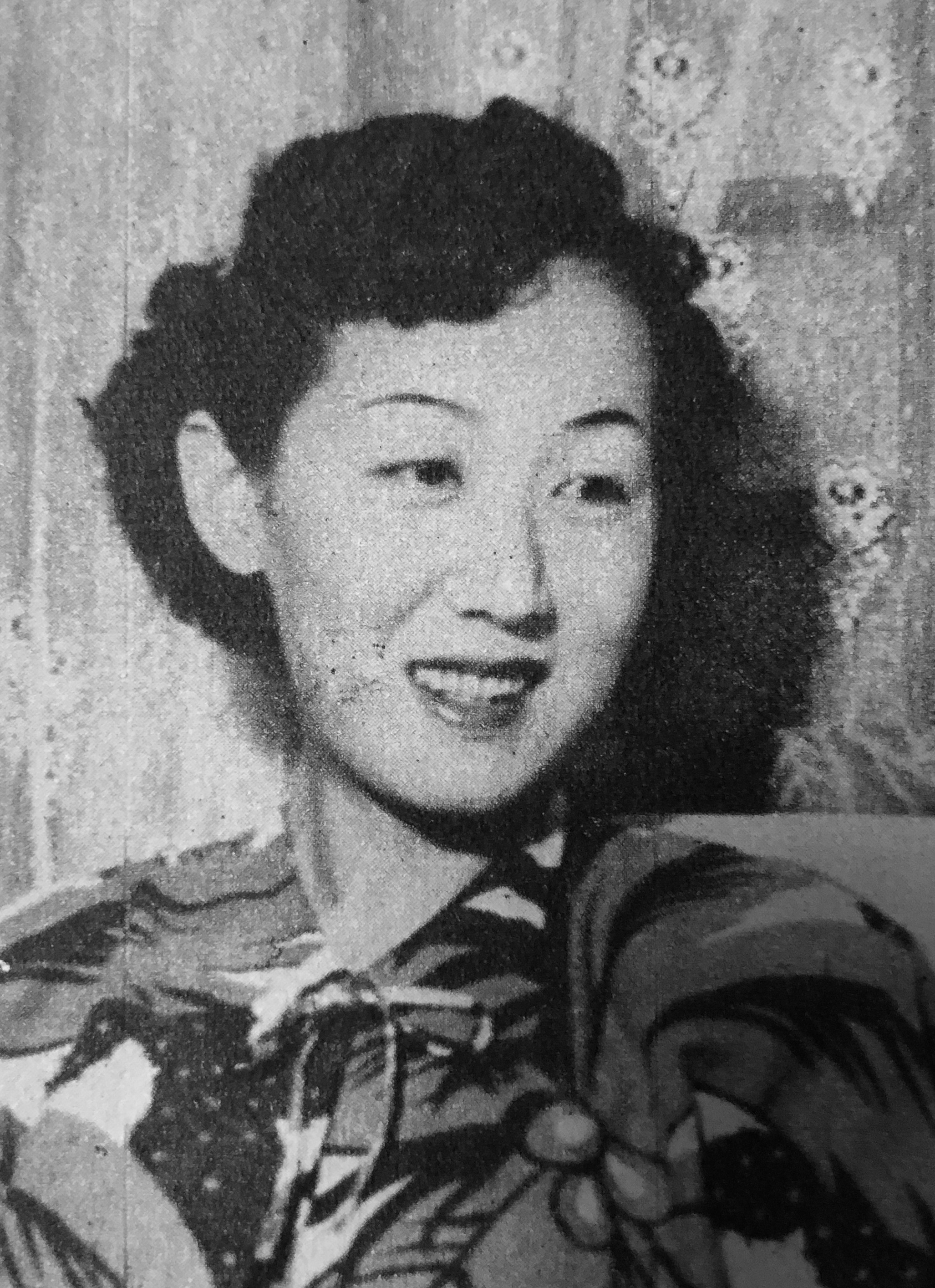
山根寿子 / 9月15日没

- 9月1日 - エドウィン・O・ライシャワー、歴史家・駐日米大使（* 1910年）
- 9月4日 - 大石真、児童文学作家（* 1925年）
- 9月6日 - トム・フォガティ、ミュージシャン、元クリーデンス・クリアウォーター・リバイバル（* 1941年）
- 9月10日 - 安西正道、元全日本空輸社長（* 1912年）
- 9月11日 - 後藤紀一、画家、小説家（* 1915年）
- 9月15日 - エドウィン・アラン・ライトナー、外交官（* 1907年）
- 9月15日 - 土門拳、写真家（* 1909年）
- 9月15日 - 山根寿子、女優（* 1921年）

## （16日 - 30日）

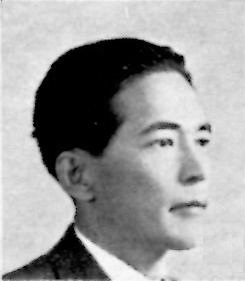
藤原定 / 9月17日没

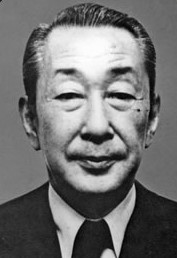
砂田重民 / 9月24日没

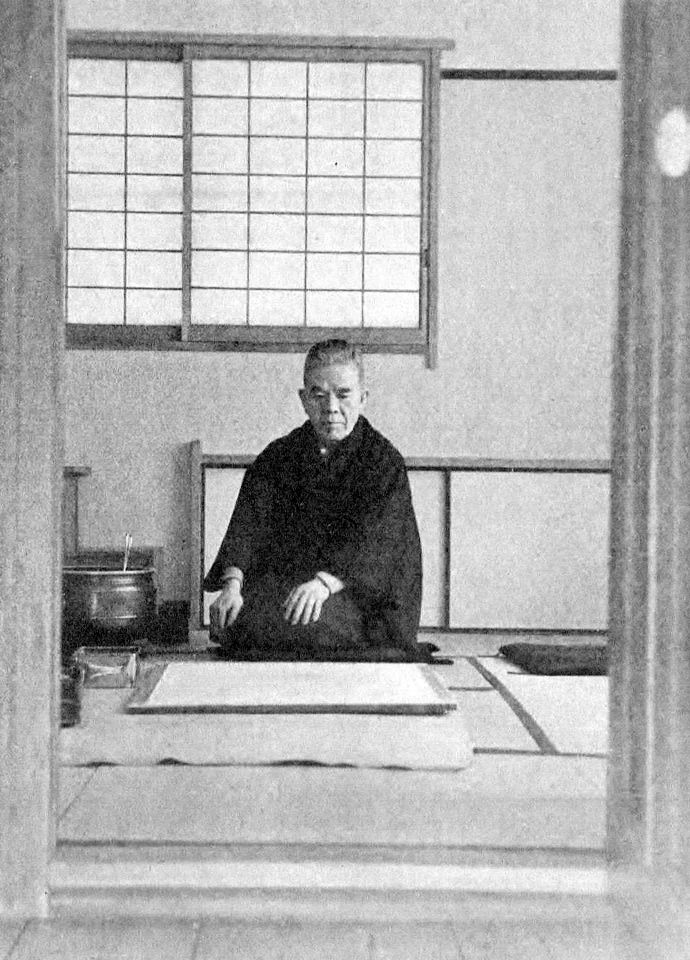
奥村土牛 / 9月25日没

- 9月17日 - 藤原定、詩人（* 1905年）
- 9月17日 - 志賀暁子、元女優（* 1910年）
- 9月21日 - 初井言榮、女優・声優（* 1929年）
- 9月23日 - 徳永正利、政治家、第14代参議院議長（* 1913年）
- 9月24日 - 砂田重民、政治家、第99代文部大臣（* 1917年）
- 9月25日 - 奥村土牛、日本画家（* 1889年）
- 9月25日 - 石橋長英、医学者（* 1893年）
- 9月25日 - 高橋展子、労働官僚（* 1916年）